# Iris Faircloth Blitch

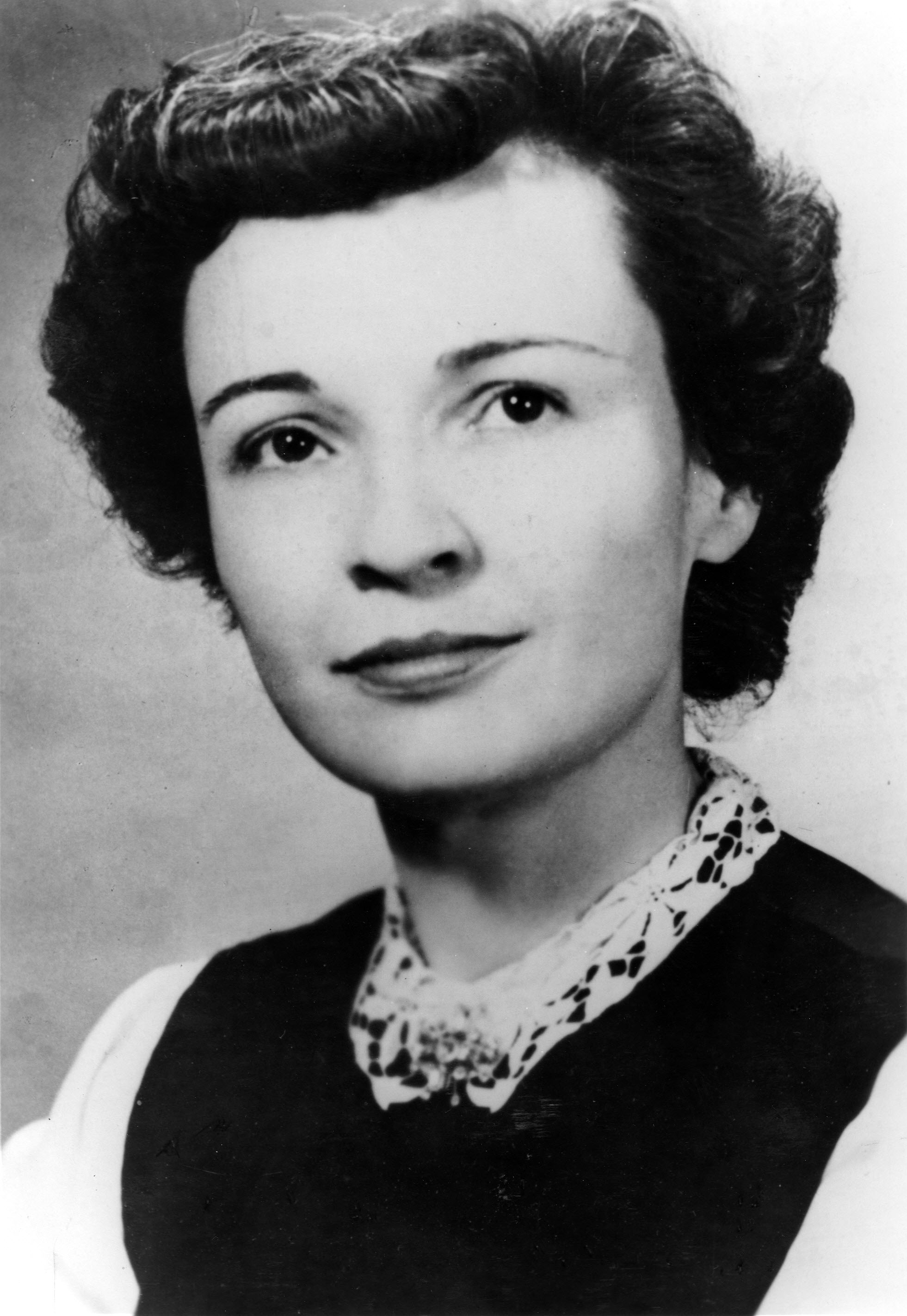
Iris Faircloth Blitch, um 1960

Iris Faircloth Blitch (* 25. April 1912 bei Vidalia, Georgia; † 9. August 1993 in San Diego, Kalifornien) war eine US-amerikanische Politikerin und vertrat den Bundesstaat Georgia im US-Repräsentantenhaus.

## Leben
Iris Faircloth Blitch besuchte 1929 die University of Georgia in Athens sowie 1949 das South Georgia College in Douglas. Anschließend arbeitete sie mit ihrem Ehemann zusammen in der Arzneimittelbranche, der Forstwirtschaft und Pecherei sowie der Landwirtschaft in Homerville.
Blitch wurde danach in den Senat von Georgia gewählt und anschließend 1948 in das Repräsentantenhaus des Staates. 1950 wurde sie nicht wiedergewählt. 1952 wurde sie in den Staatssenat gewählt, wo sie bis zum 31. Dezember 1954 verblieb. Des Weiteren war sie zwischen 1948 und 1956 Mitglied des demokratischen Nationalkomitee von Georgia.
Blitch wurde als demokratische Abgeordnete für Georgias 8. Kongressbezirk in das Repräsentantenhaus gewählt. Sie gewann die Wahl in den 84. und die drei nachfolgenden Kongresse. 1956 war sie an der Verfassung des Southern Manifesto beteiligt, das sich gegen Rassenintegration an öffentlichen Einrichtungen aussprach. Blitch entschloss sich 1962, nicht mehr für den Kongress zu kandidieren.
Nach ihrer politischen Laufbahn lebte Blitch auf St. Simons Island, Georgia, bevor sie 1988 nach San Diego, Kalifornien umzog. Sie starb am 9. August 1993 in San Diego. Sie wurde auf dem Pinelawn Cemetery in Homerville, Georgia beerdigt.